# Pales peregrina
Pales peregrina is een vliegensoort uit de familie van de sluipvliegen (Tachinidae). De wetenschappelijke naam van de soort is voor het eerst geldig gepubliceerd in 1975 door Benno Herting. Herting ving het type in 1969 in het Zwitserse Peccia, deelgemeente van Lavizzara.